# Acorn Electron
Acorn Electron – domowy komputer 8-bitowy produkowany w latach 80. XX wieku przez przedsiębiorstwo Acorn Computers w Wielkiej Brytanii. Stworzony jako mniej kosztowna alternatywa dla edukacyjnego/domowego komputera BBC Micro tego samego producenta. Miał być konkurencją dla tanich komputerów na rynku brytyjskim, w tym szczególnie ZX Spectrum.
Komputer mógł uruchamiać programy napisane dla BBC Micro, ale z powodu ograniczeń sprzętowych nie dotyczyło to wszystkich pozycji.
Zapowiadany w 1982 roku, wprowadzony do sprzedaży 25 sierpnia 1983 roku w cenie 199 GBP.
W 1984 roku cena komputera została obniżona do 129 GBP, a w 1985 roku do 99 GBP, co pozwoliło na zwiększenie sprzedaży. Nie uratowało to jednak komputera przed wycofaniem z produkcji w tym samym roku.

## Specyfikacja techniczna[5]
Wyposażony w procesor MOS 6502 taktowany zegarem 2 MHz.
W 32 KiB ROM znajdował się systemem operacyjnym Acorn MOS i interpreter języka BASIC BBC BASIC II.
Pamięć RAM o rozmiarze 32 KiB, z czego 20 KiB było dostępne dla użytkownika. By ograniczyć koszty, w komputerze zastosowano bardziej pojemne i tańsze układy pamięci dynamicznej RAM. Użycie tylko 4 kości RAM powodowało, że procesor musiał wykonywać dwa cykle odczytu, aby otrzymać całe 8 bitowe słowo. W efekcie dostęp do pamięci RAM  był wolniejszy niż w BBC Micro. Problem ten nie dotyczył pamięci ROM.
Obsługa grafiki realizowana była przez układ ULA i umożliwiała wyświetlanie obrazu w następujących trybach:
- Mode 0: 640×256 pikseli, 2 kolory (monochromatyczny)
- Mode 1: 320×256 pikseli, 4 kolory
- Mode 2: 160×256 pikseli, 16 kolorów
- Mode 3: 80×25 znaków, 2 kolory (monochromatyczny)
- Mode 4: 320×256 pikseli, 2 kolory (monochromatyczny)
- Mode 5: 160×256 pikseli, 4 kolory
- Mode 6: 40×25 znaków, 2 kolory (monochromatyczny)

Dostępna paleta barw obejmowała 8 kolorów. W trybie z 16 kolorami, 8 z nich były wybierane z palety, a pozostałe 8 były ich migającymi wersjami.
Układ ULA umożliwiał znaczną redukcję liczby układów scalonych w porównaniu do BBC Micro. Pozwoliło to na obniżenie kosztów produkcji. Oprócz grafiki, układ odpowiadał za:
- zarządzanie dostępem do pamięci
- generowaniem dźwięku
- obsługę klawiatury
- obsługę urządzeń peryferyjnych

Możliwości dźwiękowe były dość ograniczone i sprowadzały się do 1 kanału (7 oktaw) i programowego generatora szumu. Dźwięk wydobywał się przez wbudowany głośnik.
Komputer wyposażony był w złącza:
- port rozszerzeń
- gniazdo do podłączenia magnetofonu
- gniazdo do podłączenia telewizora przez przewód antenowy
- gniazdo do podłączenia monitora RGB
- gniazdo z zespolonym sygnałem wideo

### Rozszerzenia sprzętowe Acorn

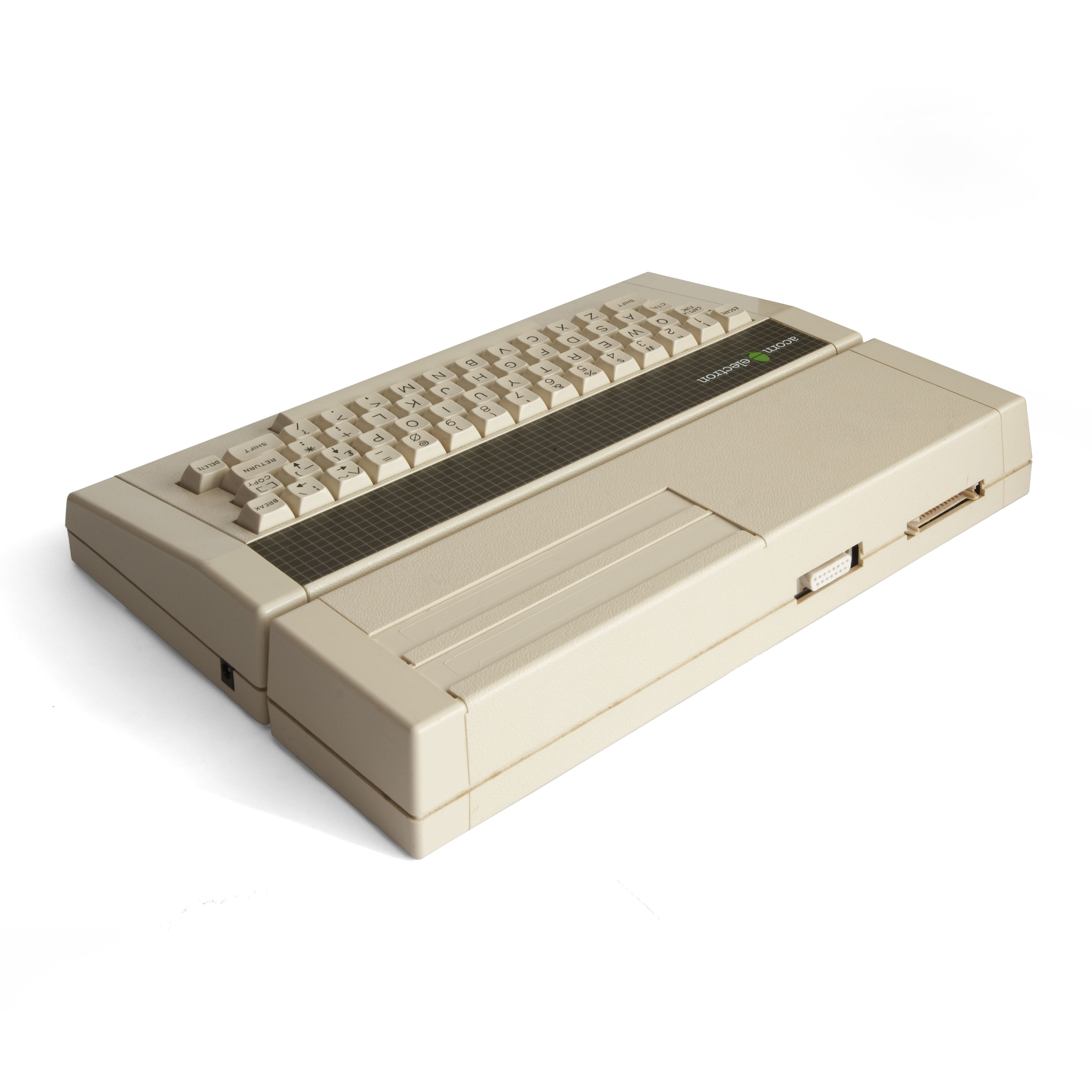
Acorn Electron z rozszerzeniem Plus 1

Acorn oferował dodatkowe moduły rozszerzeń, które zwiększały możliwości komputera.
- Plus 1: port dżojstika analogowego, 2 sloty na kartridże i łącze równoległe Centronics do podłączenia drukarki.
- Plus 3: kontroler i stacja dysków 3½″

Opracowano również rozszerzenie Plus 2 dodające obsługę sieci Econet. Nie zostało nigdy wprowadzone do sprzedaży.